# Ophidiaster granifer
Ophidiaster granifer är en sjöstjärneart som beskrevs av Lutken 1871. Ophidiaster granifer ingår i släktet Ophidiaster och familjen Ophidiasteridae. Inga underarter finns listade i Catalogue of Life.